# Tenuipalpus vriddagiriensis
Tenuipalpus vriddagiriensis är en spindeldjursart som beskrevs av Mohanasundaram 1983. Tenuipalpus vriddagiriensis ingår i släktet Tenuipalpus och familjen Tenuipalpidae. Inga underarter finns listade i Catalogue of Life.